# Kabakçı Mustafa
Kabakçı Mustafa (1770 – 13 luglio 1808) è stato un militare e politico ottomano le cui attività sovversive contro la Sublime porta concorsero a rallentare il necessario processo di rinnovamento dell'Impero ottomano avviato dal sultano Selim III (regno 1789-1807) al principio del XIX secolo. Deposto Selim il 29 maggio 1807, Kabakçı Mustafa fu signore de facto dell'impero tramite il sultano fantoccio Mustafa IV fino a che non venne fatto assassinare da Alemdar Mustafa Pascià il 13 luglio 1808 durante i disordini che portarono alla deposizione di Mustafa IV ed alla proclamazione di Mahmud II a nuova sultano.